# Paul Le Cacheux
Pour les articles homonymes, voir Le Cacheux.
Paul Le Cacheux, né le 25 décembre 1873 à Montebourg et mort le 14 juin 1938 à Saint-Cyr, est un historien et archiviste français.

## Biographie
Sorti second de l’École des chartes, il est nommé membre de l’École française de Rome. Il est archiviste aux Archives nationales de 1898 à 1911, puis directeur des archives de la Manche. Il est conservateur des archives départementales de la Seine-Inférieure de 1925 à 1937. En 1931, il est vice-président du comité d'organisation des fêtes du cinquième centenaire de Jeanne d'Arc à Rouen et président de l'Association des archivistes français. En décembre 1935, il est élu membre correspondant de l'Académie. En 1936, il est élu président de la Société de l'histoire de Normandie. Il est membre des Amis des monuments rouennais.
Il est inhumé à Montebourg.

## Publications
- Corsaires et Fraudeurs de La Hague au XVIIe siècle, Saint-Lô, Imprimerie Félix Le Tual, 1924, 31 p. (lire en ligne).
- Rouen au temps de Jeanne d'Arc et pendant l'occupation anglaise (1419-1449), Rouen / Paris, Libraire A. Lestringant / Librairie Auguste Picard, 1931, CXXX-431 p. (présentation en ligne), [présentation en ligne].

## Distinctions
- Officier de l'Instruction publique
- Chevalier de la Légion d'honneur